# Aspidoparia
Aspidoparia is een geslacht van straalvinnige vissen uit de familie van eigenlijke karpers (Cyprinidae).

## Soorten
- Aspidoparia jaya (Hamilton, 1822)
- Aspidoparia ukhrulensis Selim & Vishwanath, 2001